# Tepna Náchod
Tepna Náchod byl textilní podnik v Náchodě, v Královéhradeckém kraji.

## Historie
Náchod a jeho okolí byl již v minulosti známou (a významnou) textilní oblastí. Podnik Tepna Náchod vznikal postupně, slučováním místních tkalcoven, přádelen, a ostatních textilních provozů, které v této oblasti měly historické kořeny.

### Začátky
Již koncem 19. stol. byla v Náchodě a okolí založena řada textilek (např. Bartoň, Wärnsdofer, Benedikt a Mautner..).
V roce 1864 založil Izák Daniel Pick v Náchodě (u nynější Broumovské ulice) přádelnu lnu, ve které zaměstnával kolem 700 dělníků. Poté, v roce 1870, Felix a Richard Katzau, a Ludvík Weis, přeměnili továrnu na přádelnu bavlny, s 200 dělníky. Od roku 1893 krátce vedl továrnu Heřman Hitschmann, zavedl zde tkalcovnu, ta měla i za krize (během první světové války) 435 dělníků.(Později Tepna 01).
V roce 1878 vznikla firma Samuel Goldschmied a spol. Původně to bylo faktorství, zabývající se sběrem plátna od okolních tkalců. Firma provozovala mechanickou tkalcovnu hnědého a damaškového zboží (prostěradla aj.), které vyvážela (nejen) do Anglie. V roce 1939 získal provozovnu Břetislav Kubeček z Hronova. Budovu rozšířil nástavbou a vybudoval sklad, v roce 1942 přistavěl další. Výroba sestávala z 90 % lněného a 10 % bavlněného textilu, jednalo se především o ložní a stolní tkaniny, sypkoviny a popelíny.(Později internát Tepny).
V roce 1882 byla Isaacem Mautnerem postavena, v Plhově (část Náchoda), mechanická tkalcovna bavlněného zboží. Zároveň byla založena firma "Samuel Wärndorfer, Marcus Benedikt a Isidor Mautner - přádelna bavlny". Tkalcovně se dařilo, majitel v roce 1907 přistavěl přádelnu a postupně firmu rozšiřoval o další provozy, např. o barevnu indigem a bělidlo. Zpracovávala se zde kvalitní bavlna, vlna a hedvábí. Rostl také počet zaměstnanců, až na 500 osob. Továrna se dále rozšiřovala, po roce 1918 byly v jejím okolí postaveny i nové bytové domy pro zaměstnance, podle projektu světového architekta Adolfa Loose, vila pro úředníky (ve Wolkerově ulici) podle návrhu architekta Lva Krči, a také, jako novinka, jesle pro děti pracujících žen (ty tvořily většinu z již cca 2000 zaměstnanců)). K dalšímu růstu došlo během druhé světové války, díky vysoké poptávce po textilu továrna prosperovala (dokumentováno např.ve filmovém týdeníku z roku 1942). Protože bylo nutné dovážet velké množství materiálu (výrobních surovin a uhlí), byla zřízena železniční vlečka. Společně se synem Isidorem Mautner koupil několik dalších továren v Rakousku a Uhrách, dále v Tanvaldě a Ružomberku (dnes Slovensko). Spojil se s bankou (Bodenkreditkou), v roce 1905 vytvořil akciovou společnost "Rakouské textilní závody" (RTZ), a stal se tak jedním z předních výrobců textilu v celém Rakousku-Uhersku. Tepna Náchod se stala nástupcem především Mautnerových závodů. (Později Tepna 02).
Kolem roku 1890 vybudoval Herman Hitschmann (mezi Náchodem a Bělovsí) První novou mechanickou tkalcovnu lněného a bavlněného zboží, kterou posléze rozšířil o barvírnu, bělidlo a úpravnu. V roce 1896 zaměstnával 136 dělníků. V roce 1930 převzal tkalcovnu Leopold Hitschmann, po jeho smrti se na dvoře továrny krátce upravovaly sportovní vozy. Po válce objekt převzal výrobce žakárových karet z Velkého Poříčí, ale po znárodnění byla výroba zrušena.(Později OSP).
V roce 1918 postavil Josef Morávek (v Kladské ulici) původně dřevěnou boudu, kterou v roce 1927 - 1929 pronajal Josefu Královi z Policka. Ten zde postavil čtyři stavy a pracoval, společně s manželkou, na výrobě textilu. V roce 1930 byla budova přestavěna na zděnou, bylo instalováno šest stavů, na kanafas a sypkovinu. V roce 1938 bylo přistavěno 1. patro, byly zakoupeny nové žakárské stroje, listovky a revolvery, ty poháněla lokomobila, umístěná v přízemí zadní budovy. Sortiment byl rozšířen o damašky a kapesníky.

### 1940 - 1945
Majitelé továren (nebo jejich potomci) se (většinou z důvodu židovského původu) před, nebo na počátku 2. svět. války, byli nuceni vystěhovat, někteří do Velké Británie. Některé továrny byly přiděleny pod nucenou Národní správu, jiné převzala tehdejší Živnobanka (spravovala je po dobu války), některé byly, jako židovský majetek, zabrány Němci. Německá firma Lufthansa zde např. vyráběla a opravovala letecké motory.

### 1946 - 1989
V období 1946 - 1948 byla většina náchodských textilek znárodněna, a v roce 1949 došlo ke sdružení stávajících podniků do národního podniku Tepna Náchod. Ten spojil základní závod na Plhově, přádelny v Babí a ve Starém Městě, a také tkalcovny v Náchodě a Bražci. Od roku 1956 byly, jako vrcholný orgán, ustaveny Východočeské bavlnářské závody (VBZ), a ty se nově spojily s deseti závody bývalého národního podniku MAJ Hronov (spolu s n.p. Jiskra).
V této podobě existovala Tepna do 1. dubna 1958. Stavebně již nedošlo, pro nedostatek místa, k podstatnému rozšíření, vyjma stavby moderní vodárny a čističky odpadních vod, a skladu bavlny. Nejstarší budovy sloužily jako zušlechťovna, bylo zde bělidlo, suchá úpravna, adjustace, sklad hotového zboží a barevna. Počet zaměstnanců v průběhu let klesal (z 10 000 na 6 500 osob). Vyráběly se zde bavlněné a směsové tkaniny, košiloviny (ze směsi bavlny a polyesteru), dále šatovky a flanely. Trendy, určující směr a styl výroby, vznikaly celostátně v ÚBOKu (Ústav bytové a oděvní kultury, Praha), zahraniční distribuci (především do zemí RVHP) zajišťoval Centrotex (PZO, se sídlem v Praze).

### Současnost
Po roce 1989 se výrazně zvýšil dovoz textilních výrobků do České republiky (převážně z Asie), probíhaly restituce, následné prodeje a další změny. Noví (zahraniční) majitelé zde mnohdy zaváděli (v domovských zemích přísně regulované) neekologické provozy, aj., málo perspektivní aktivity. V některých budovách byly zřízeny sklady - např. pro Velkoobchod potravinářským zbožím. To vše mělo negativní vliv na celkovou domácí produkci, společnost Tepna Náchod postupně snižovala výrobu, až v roce 2006 vyhlásila bankrot a skončila v konkurzu.
Do léta 2013 obývali jednu část areálu továrny bezdomovci (stala se tzv. brownfieldem), posléze byli vystěhování. V roce 2013 začala demolice objektu a město oznámilo záměr vystavět na místě areálu továrny velké obchodní centrum. Záměr byl v roce 2018 přehodnocen a nahrazen plánem postavit zde novou obytnou čtvrť. Město odkoupilo pozemek o rozloze 25 706 m² (od společnosti JTH Holding) za necelých 56 milionů korun, dokoupilo i přilehlé pozemky, pro vybudování nové komunikace (propojení ulice Plhovské s Karlovým náměstím). Proběhla dvoufázová otevřená projektová architektonicko-urbanistická soutěž. Vítězem se stali: Piotr Person, Olga Czeranowska-Panufnik, Wladyslawa Kijewska, Aleksander Sojka Varšava, Polsko.
Je otázkou, jak se kulturně vypořádá s průmyslovým dědictvím této lokality. Atraktivní poloha Tepny, se skvělým výhledem a dostupností centra, může napomoci vzniku veřejného prostoru s novými kvalitami, se zvláštním napětím a nábojem.

## Fotogalerie

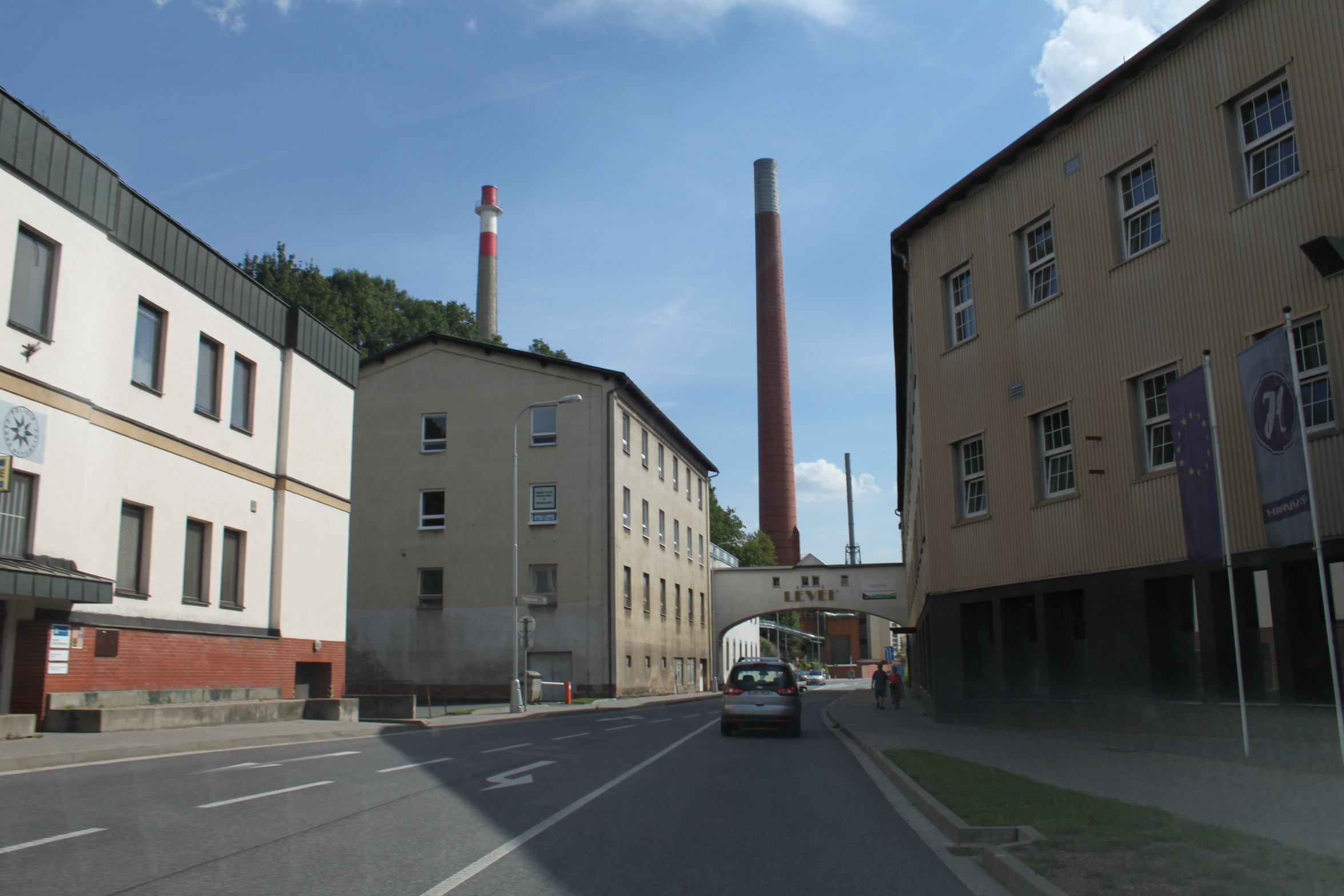
Budova bývalé Tepny 01 (vpravo)
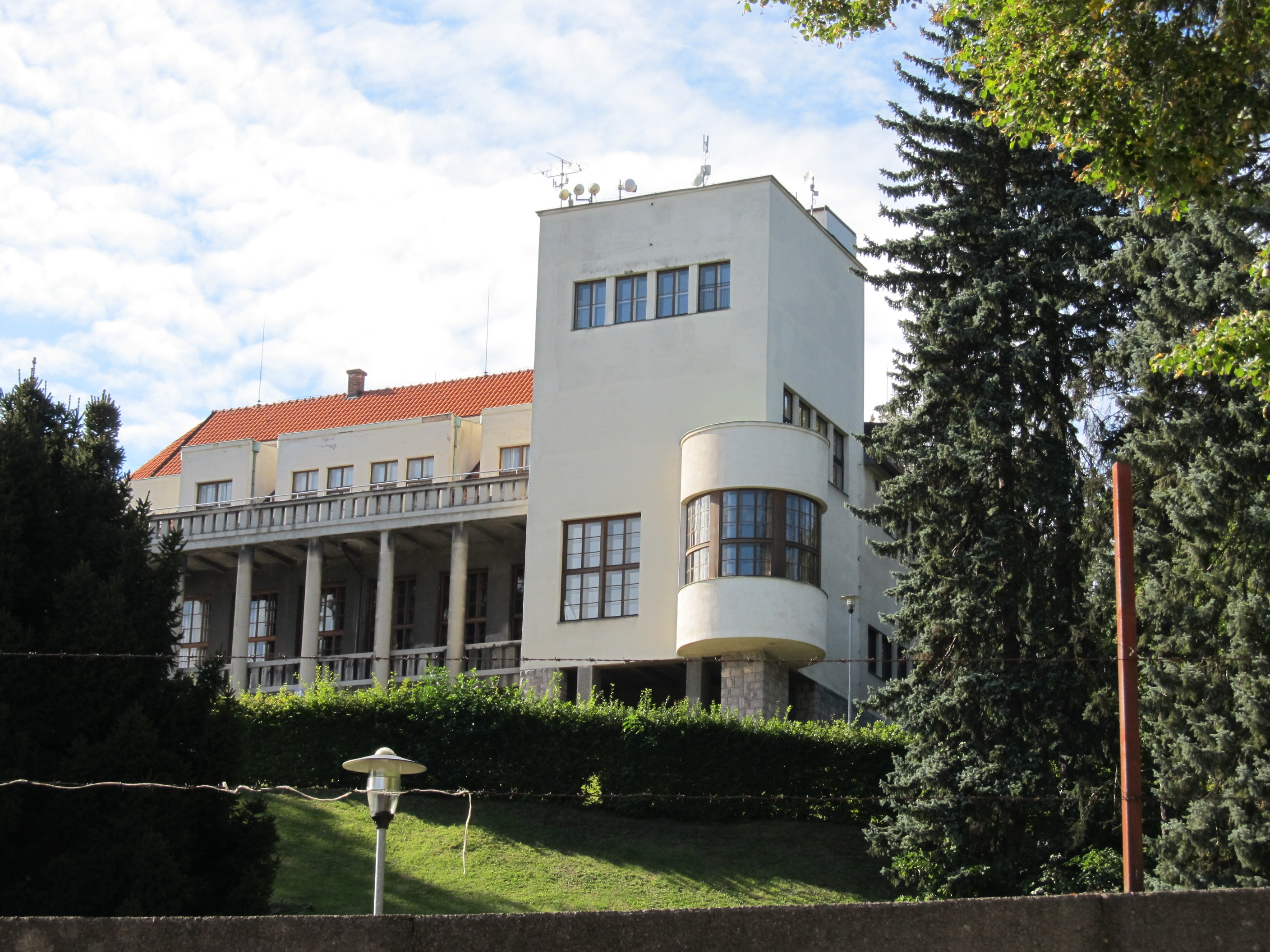
Bartoňova vila
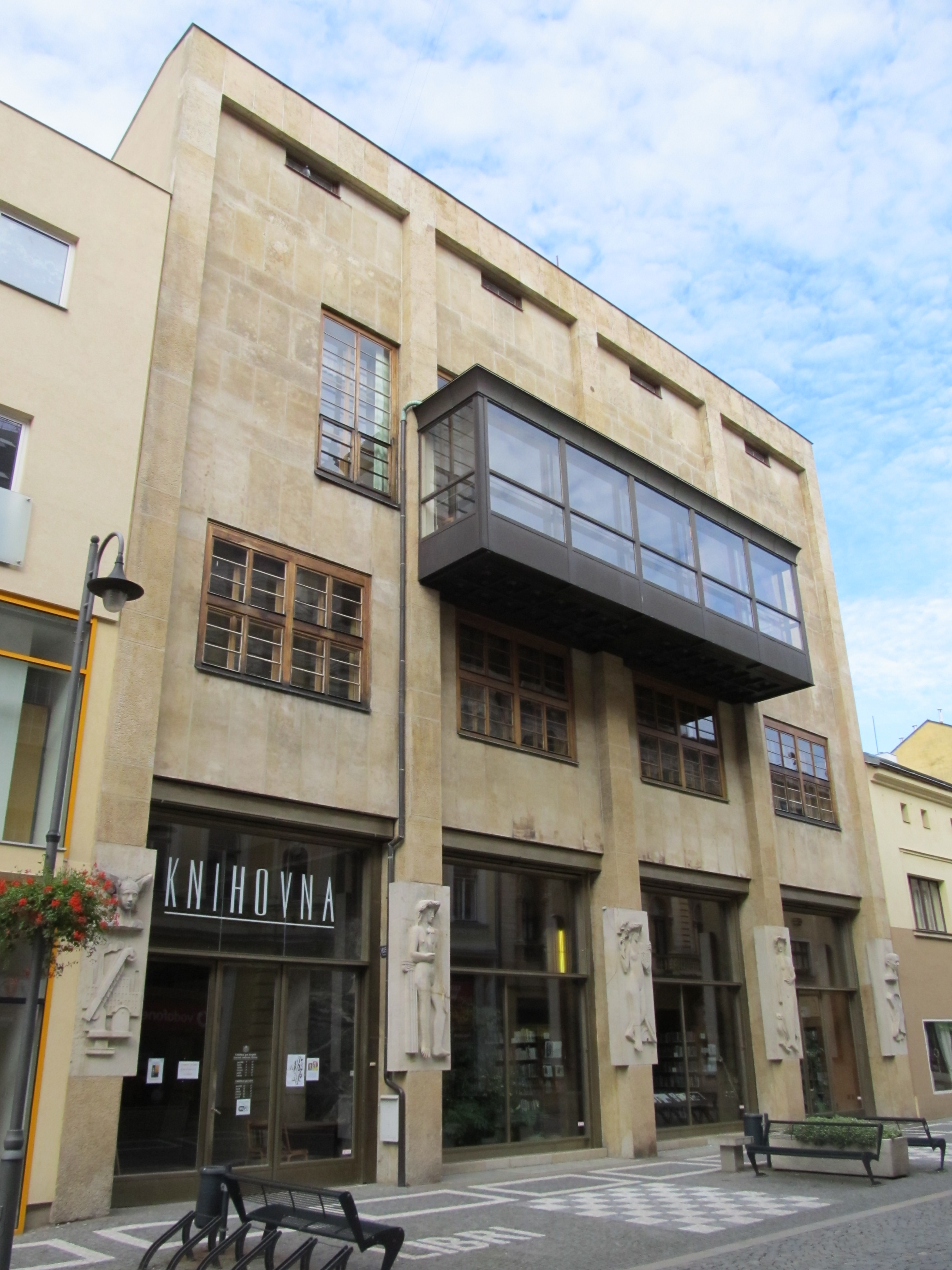
Obytný dům Cyrila Bartoně